# Lena Berlinger
Lena Berlinger (* 8. Februar 1988 in Weingarten) ist eine ehemalige deutsche Triathletin und Deutsche Meisterin auf der Triathlon-Mitteldistanz (2017).

## Werdegang
Lena Berlinger startete als 14-Jährige bei ihrem ersten Triathlon.
Im Alter von 22 Jahren beendete sie beim Ironman Austria (3,86 km Schwimmen, 180,2 km Radfahren und 42,195 km Laufen) in Klagenfurt ihren ersten Triathlon über die Langdistanz und qualifizierte sich damit für einen Startplatz bei den Ironman World Championships (Ironman Hawaii).

### Vizemeisterin Wintertriathlon 2012
Im Februar 2012 wurde sie Deutsche Vizemeisterin im Wintertriathlon (5 km Laufen, 12 km Mountainbike und 8 km Skilanglauf). Seit 2017 startet sie als Profi-Athletin.
Im Juli 2017 wurde sie auf der olympischen Distanz Zweite beim HeidelbergMan (1,7 km Schwimmen, 36 km Radfahren und 10 km Laufen), nachdem sie das Rennen 2015 und 2016 hatte für sich entscheiden können.

### Deutsche Meisterin Triathlon Mitteldistanz 2017
Beim Allgäu Triathlon wurde die damals 29-Jährige im August 2017 Deutsche Meisterin auf der Triathlon-Mitteldistanz (1,9 km Schwimmen, 80 km Radfahren und 21,5 km Laufen).
Im Juli 2021 wurde sie als drittbeste Deutsche Siebte im Rahmen der Challenge Walchsee-Kaiserwinkl bei der ETU-Europameisterschaft auf der Halbdistanz. Im Juli wurde sie beim Trans Vorarlberg Triathlon auf der olympischen Distanz Zweite hinter der Schweizerin Nicola Spirig-Hug.
Seit 2022 tritt sie nicht mehr international in Erscheinung.
Lena Berlinger lebt in Baindt.

## Sportliche Erfolge
| Datum/Jahr    | Rang | Wettbewerb                                           | Austragungsort       | Zeit       | Bemerkung                                                                                               |
| ------------- | ---- | ---------------------------------------------------- | -------------------- | ---------- | --- |
| 28. Juli 2022 | 4    | Triathlon EDF Alpe d’Huez                            | Alpe d’Huez          | 07:03:02   | auf der Langdistanz (2,2 km Schwimmen, 118 km Radfahren und 20 km Laufen)                               |
| 16. Okt. 2021 | 8    | Challenge Peguera Mallorca                           | Peguera              | 04:26:15   | Beste Deutsche                                                                                          |
| 19. Sep. 2021 | 3    | Ironman 70.3 Pays d’Aix France                       | Aix-en-Provence      | 04:27:35   | |
| 12. Sep. 2021 | 2    | Ironman 70.3 Nizza                                   | Nizza                | 04:40:20   | |
| 28. Aug. 2021 | 2    | Challenge Davos                                      | Davos                | 04:06:19   | Wegen Kälte wurde ein Duathlon (4 km – 54 km – 21 km) ausgerichtet.                                     |
| 15. Aug. 2021 | 1    | Jannersee Triathlon                                  | Lauterach            |            | |
| 11. Juli 2021 | 2    | Trans Vorarlberg Triathlon                           | Rankweil             | 02:00:51,7 | auf der olympischen Distanz                                                                             |
| 21. Juni 2021 | 7    | ETU Middle Distance Triathlon European Championships | Walchsee             | 04:14:19   | ETU-Europameisterschaft auf der Halbdistanz bei der Challenge Walchsee-Kaiserwinkl                      |
| 15. Aug. 2020 | DSQ  | Thiersee-Triathlon                                   | Thiersee             | –          | [ 3 ]                                                                                                   |
| 28. Okt. 2018 | 3    | Challenge Sardinia                                   | Pula                 | 04:20:31   | wegen schlechten Wetters als Duathlon ausgetragen (5 km – 90 km – 21 km)                                |
| 20. Okt. 2018 | 2    | Challenge Peguera-Mallorca                           | Peguera              | 04:31:15   | |
| 16. Sep. 2018 | 1    | Challenge Davos                                      | Davos                | 04:15:25   | |
| 26. Aug. 2018 | 2    | Trans Vorarlberg Triathlon                           | Bregenz              | 04:15:49,1 | |
| 18. Aug. 2018 | 1    | Inferno Triathlon                                    | Mürren               | 09:31:04   | [ 5 ]                                                                                                   |
| 17. Sep. 2017 | 1    | Challenge Davos                                      | Davos                | 01:24:09   | Das Rennen musste wegen Kälte und Schneefall als Bike-Run-Bewerb ausgetragen werden.                    |
| 20. Aug. 2017 | 1    | DTU Deutsche Meisterschaft Triathlon Mitteldistanz   | Immenstadt im Allgäu |            | Deutsche Meisterin beim Allgäu Triathlon                                                                |
| 30. Juli 2017 | 2    | HeidelbergMan                                        | Heidelberg           | 02:15:55   | hinter Anne Haug                                                                                        |
| 11. Juni 2017 | 3    | Ironman 70.3 Kraichgau                               | Kraichgau            |            | |
| 31. Juli 2016 | 1    | HeidelbergMan                                        | Heidelberg           |            | |
| 19. Juni 2016 | 3    | DTU Deutsche Meisterschaft Triathlon Mitteldistanz   | Heilbronn            |            | Der Challenge Heilbronn musste witterungsbedingt als Duathlon ausgetragen werden – gilt dennoch als DM. |
| 5. Sep. 2015  | 3    | Trans Vorarlberg Triathlon                           | Bregenz              |            | |
| 2. Aug. 2015  | 1    | HeidelbergMan                                        | Heidelberg           |            | |
| 31. Aug. 2014 | 2    | Trans Vorarlberg Triathlon                           | Bregenz              |            | |
| 27. Juli 2014 | 2    | HeidelbergMan                                        | Heidelberg           |            | |
| 28. Juli 2013 | 3    | HeidelbergMan                                        | Heidelberg           |            | |
| 9. Okt. 2010  | 321  | Ironman Hawaii                                       | Hawaii               |            | 21. Rang AK W18-24; Ironman World Championship, mit Radsturz und Defekt                                 |
| 4. Juli 2010  | 16   | Ironman Austria                                      | Klagenfurt           | 10:37      | 1. Rang AK W18-24; Qualifikation Ironman Hawaii                                                         |

| Datum/Jahr    | Rang | Wettbewerb                                 | Austragungsort | Zeit     | Bemerkung              |
| ------------- | ---- | ------------------------------------------ | -------------- | -------- | ---------------------- |
| 26. Feb. 2012 | 2    | DTU Deutsche Meisterschaft Wintertriathlon | Oberstaufen    | 01:18:43 | Deutsche Vizemeisterin |

(DNF – Did Not Finish; DNS – Did Not Start; DSQ – Disqualifiziert)